# Marc Hudson
Marc Hudson (* 1. srpna 1987, Oxford) je heavy metalový zpěvák, který působí v hudební skupině DragonForce. Svoji životní dráhu zpěváka započal ve svých šestnácti letech. Jelikož hrál i na kytaru, působil v kapelách jako zpěvák i kytarista zároveň. Ovlivnil ho například Michael Kiske nebo James LaBrie. V roce 2011 začal působit jako zpěvák ve skupině Dragonforce, kde nahradil odcházejícího ZP Thearta.